# Delichon
Delichon (huiszwaluwen) is een geslacht van zangvogels uit de familie zwaluwen (Hirundinidae). De soorten uit dit geslacht zijn nauw verwant aan de soorten uit het geslacht Hirundo. 

## Kenmerken
Ze zijn meer gedrongen van postuur dan de Hirundo-soorten met een korte, gevorkte staart. Het kleurenpatroon is kenmerkend zwart, staalblauw en met een witte stuit.

## Leefwijze
Deze soorten bouwen ook hun nesten bij menselijke bewoning, waarbij ze gebruikmaken van klei en modder. 

## Soorten
Het geslacht kent de volgende soorten:
- Delichon dasypus  – Aziatische huiszwaluw
- Delichon lagopodum  – Siberische huiszwaluw
- Delichon nipalense  – Nepalese huiszwaluw
- Delichon urbicum  – Huiszwaluw